# 蘇偉貞
蘇偉貞（そ いてい）は台湾の小説家、国立成功大学中国文学科教授。中華民国国民革命軍政治作戦学校影劇科を卒業後、中華民国国軍の中央電視台、国防部芸工総隊等の軍職を歴任し、退役後は新聞編集に従事している。祖籍は広東番禺件。
在学及び軍職期間中の長期にわたり執筆活動に従事していた。1970年代末、聨合報小説賞、国軍文芸小説金賞・銀賞、中華日報小説賞、中華時報小説賞などを受賞し高い評価を獲得した。代表作は台湾社会を描写し第一回時報文学百万小説賞を受賞した『沉黙之島』が挙げられる。
蘇偉貞は独特の美意識が特徴の女性文学作家として知られているが、後期には眷村問題など題材とし現代主義による描写が特に提唱がある。

## 主要作品
- 『世間女子』
- 『旧愛』
- 『離家出走』
- 『来不及長大』
- 『離開同方』
- 『熱的滅絶』
- 『沈黙之島』